# Mezinárodní den proti homofobii a transfobii
Mezinárodní den (boje) proti homofobii a transfobii (International Day Against Homophobia and Transphobia, IDAHOT) každoročně připadá na 17. května. Toto datum bylo zvoleno jako výročí dne, kdy došlo k vyškrtnutí homosexuality z Mezinárodní klasifikace nemocí Světové zdravotnické organizace (1990). Smyslem IDAHOT je akcentace respektování práv lidí s jinou než heterosexuální orientací či cisgenderovou identitou a ukončení diskriminace a násilí pramenící z homofobie či transfobie. Původně byl připomínán jen jako den boje proti homofobii, v roce 2007 se k názvu oficiálně připojil i boj proti transfobii a později i bifobii. Spolu s bojem proti intersexismu se tak lze setkat s inkluzivní zkratkou IDAHOBIT (International Day Against Homophobia, Biphobia, Intersexism and Transphobia; Mezinárodní den proti homofobii, bifobii, intersexismu a transfobii) či jejími variantami.

## Vznik a vývoj

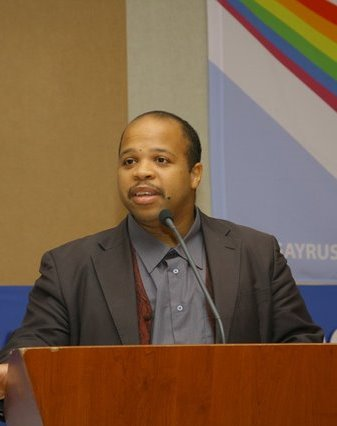
Louis-Georges Tin na konferenci v Bělorusku 2009

Na národní úrovni proběhl Den proti homofobii poprvé v Kanadě roku 2003. Iniciátorem Mezinárodního dne proti homofobii se stal francouzský akademik a aktivista Louis-Georges Tin, zakladatel koordinačního výboru IDAHO. Poprvé proběhly akce k tomuto dni ve 40 zemích v roce 2005. Na institucionální úrovni jej jako první hlasováním parlamentu uznala Belgie, následovaly další země.
Evropský parlament přijal v roce 2006 usnesení o homofobii v Evropě, v němž zmínil i IDAHO. O rok později v novém usnesení schválil každoroční vyhlášení 17. května za Mezinárodní den proti homofobii. Dne 15. května 2009 vydal generální tajemník Rady Evropy Terry Davis rezoluci u příležitosti IDAHO:
| „ | Celý svět ví, že homosexuálové byli nacisty posíláni do koncentračních táborů, ale méně už se ví, že mnoho z nich muselo odčinit svůj trest po svém osvobození. To se může zdát šokující, ale tato reakce koresponduje s logikou hluboké diskriminace, jejímiž oběťmi byli homosexuálové v té době v Evropě, diskriminace, jež pokračuje proti nim i v dalších desetiletích... | “ |

V roce 2010 podpořili Mezinárodní den proti homofobii prohlášeními mj. vrcholní představitelé Evropské unie, předseda Evropské rady Herman Van Rompuy, předseda Evropského parlamentu Jerzy Buzek a místopředsedkyně Evropské komise Viviane Redingová.
V ruském Petrohradě a v menší míře i v dalších městech byl v roce 2009 uspořádán happening Odhalení duhy (Rainbow Flash). V roce 2010 se tato tradice rozšířila do dalších zemí Evropy a světa.

### IDAHOT v ČR

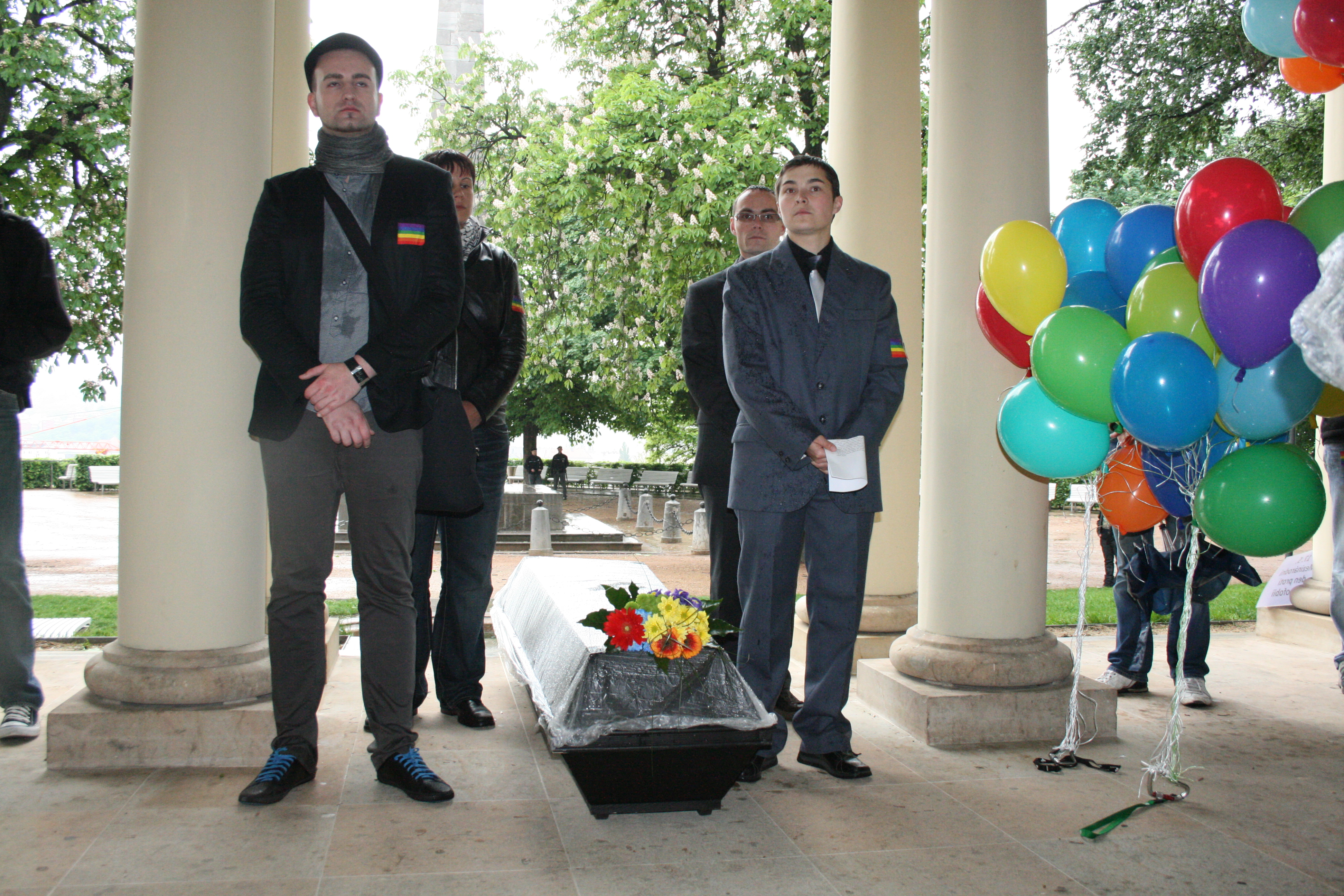
Pohřeb homofobie v Brně 2010

V České republice se u příležitosti Mezinárodního dne proti homofobii poprvé v roce 2008 uskutečnil Běh proti homofobii a mimořádná projekce dokumentu S důvěrou a láskou s udělením Ceny Colour Planet za mimořádný přínos LGBT minoritě (získal ji Jiří Hromada). O rok později LGBT portál Colour Planet uspořádal opět večer s udělením ceny, kterou si tentokrát odnesla Marcela Šulcová, průkopnice novodobého českého lesbického hnutí.
V roce 2010 proběhly dosud největší akce: kromě tradičního Běhu proti homofobii (15. května) a udělení Cen Colour Planet při závěrečném večeru festivalu eLnadruhou to byl nově také veřejný happening Pohřeb homofobie a vypuštění duhových balónků se vzkazy Rainbow Flash (vše 17. května) a konference Hate crimes/Hate speech proti LGBTQ (18. května).
U příležitosti IDAHOBIT v roce 2020 nechalo vyvěsit Ministerstvo zahraničních věcí České republiky spravované Tomášem Petříčkem (ČSSD) duhovou vlajku nad Černínským palácem.